# گورکم یلتان
گورکم یلتان (انگلیسی: Görkem Yeltan؛ زادهٔ ۱۷ ژانویهٔ ۱۹۷۷) بازیگر اهل ترکیه است.
از فیلم‌ها یا برنامه‌های تلویزیونی که وی در آن نقش داشته‌است می‌توان به سپتامبر اشاره کرد.